# José Lourenço da Luz Gomes

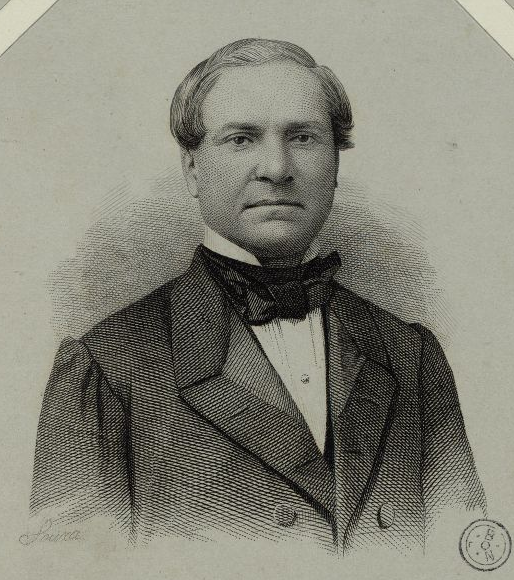
José Lourenço da Luz Gomes

José Lourenço da Luz Gomes (Lisboa, 8 de setembro de 1800 — Paço de Arcos, 3 de julho de 1882) foi um médico português, cirurgião honorário da Real Câmara. Filho de Vicente Luciano da Luz Gomes e de Florentina Gomes. Casou com Carlota Joaquina da Silva.
Tornou-se um dos maiores cirurgiões do seu tempo e foi nomeado Lente de Medicina Operatória na Escola Médico-Cirúrgica de Lisboa da qual foi Diretor.
Foi o primeiro cirurgião que em Portugal fez as laqueações da artéria carótida primitiva, o que realizou em 27 de fevereiro de 1825, obtendo assim a cura de um doente do hospital em iminente perigo de vida, em consequência dum ferimento da carótida. Foi também o primeiro médico português que executou, com o melhor êxito, a ligadura da ilíaca externa (9 de dezembro de 1824), facto tão importante, que dele se fez menção especial nos Annales de medicine physiologique de Broussais.
Sendo eleito Deputado nas legislaturas de 1845 a 1851, foi conhecido por um dos mais valiosos defensores do governo dessa época, e por um dos membros mais importantes do partido cabralista e pertenceu ao Conselho da Rainha D. Maria II. Foi também nomeado par do Reino (1877), Conselheiro de Estado, Presidente da Câmara Municipal de Lisboa, Presidente e Diretor do Banco de Portugal.

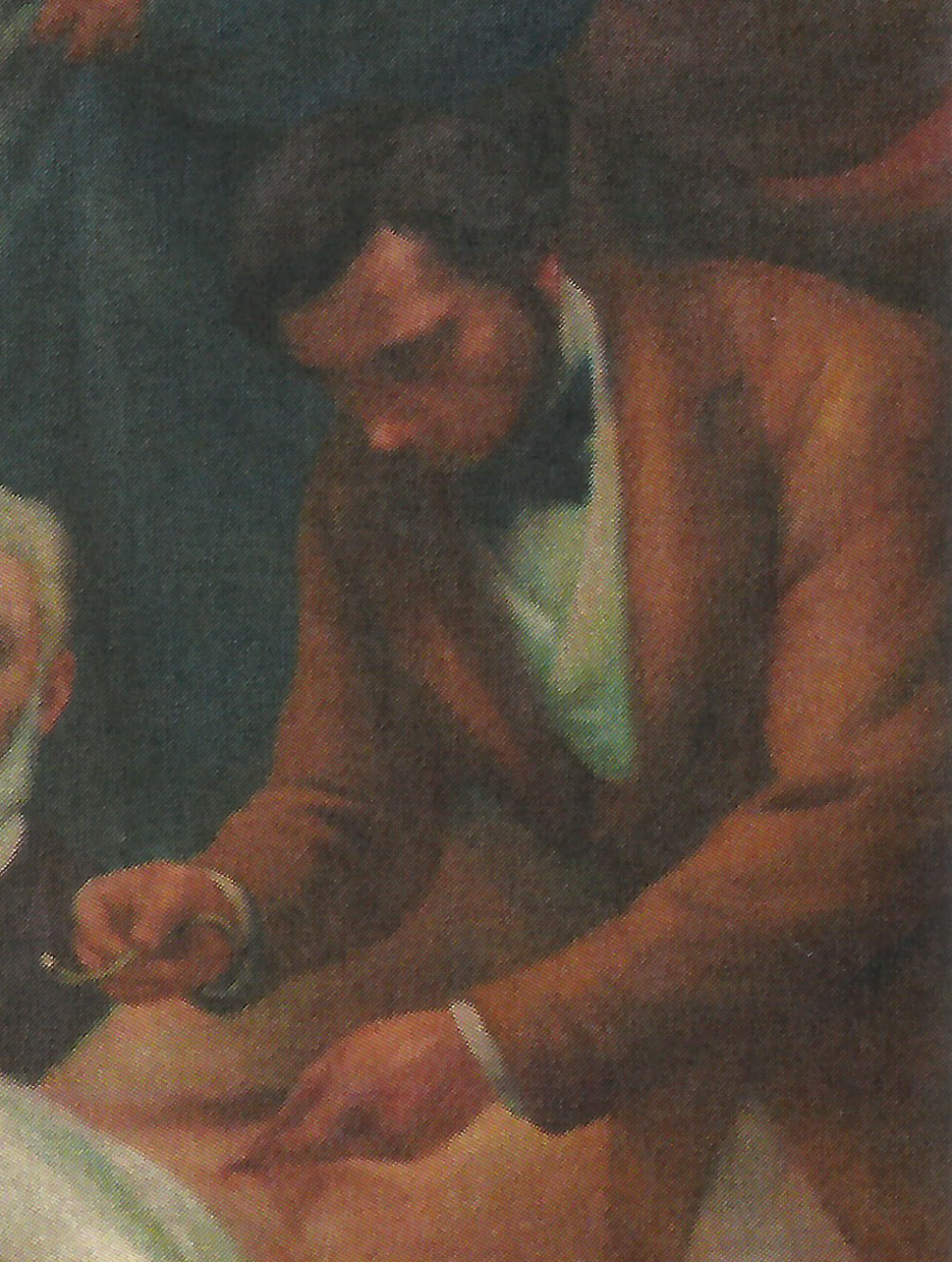
José Lourenço da Luz executa a ligadura da ilíaca externa, em pintura de Veloso Salgado (na Faculdade de Ciências Médicas da Universidade Nova de Lisboa)

No ano de 1853, fundou o jornal Ciências Médicas de Lisboa e um Gabinete de Frenologia, que funcionou na Escola Médica.
Em 5 de abril de 1877, o Rei D. Luís I concedeu a José Lourenço um brasão de armas de mercê nova.
Por se tratarem de armas de mercê nova, este brasão só pertence à sua família, isto é, aos seus descendentes, entre os quais se contam os Viscondes de Coruche, tais como: 1º Visconde de Coruche Caetano da Silva Luz, 2º Visconde de Coruche Luís Caetano Pereira da Costa Luz, 3º Visconde de Coruche António da Silva Luz, 4º Visconde de Coruche José Lourenço da Luz e 5º Visconde de Coruche Jean José da Luz.